# Metro de Kazán
El Metro de Kazán (en ruso: Каза́нское метро́; en tártaro: Казан метросы) es el sistema de metro que da servicio a la ciudad de Kazán, situada en la República de Tartaristán, Rusia. Abierto al público en agosto de 2005, es el metro más moderno de Rusia y el primero en aparecer en este país tras la caída de la Unión Soviética.

## Historia

### Planificación
Kazán es un centro histórico y cultural del Volga medio. Los primeros planes para dotar a la ciudad de un sistema de metro datan de la época del Imperio ruso. No obstante, tras la Revolución de Octubre y la Guerra Civil Rusa el proyecto quedó aparcado. Ya en los años 30, y siendo Kazán una de las más avanzadas repúblicas soviéticas, hubo intenciones de reanudar el proyecto (especialmente tras la inauguración en 1935 del metro de Moscú). Sin embargo, la Segunda Guerra Mundial terminó con tales esfuerzos, y tras la guerra solo las más importantes repúblicas soviéticas pudieron asumir el coste de construir una infraestructura de este nivel.

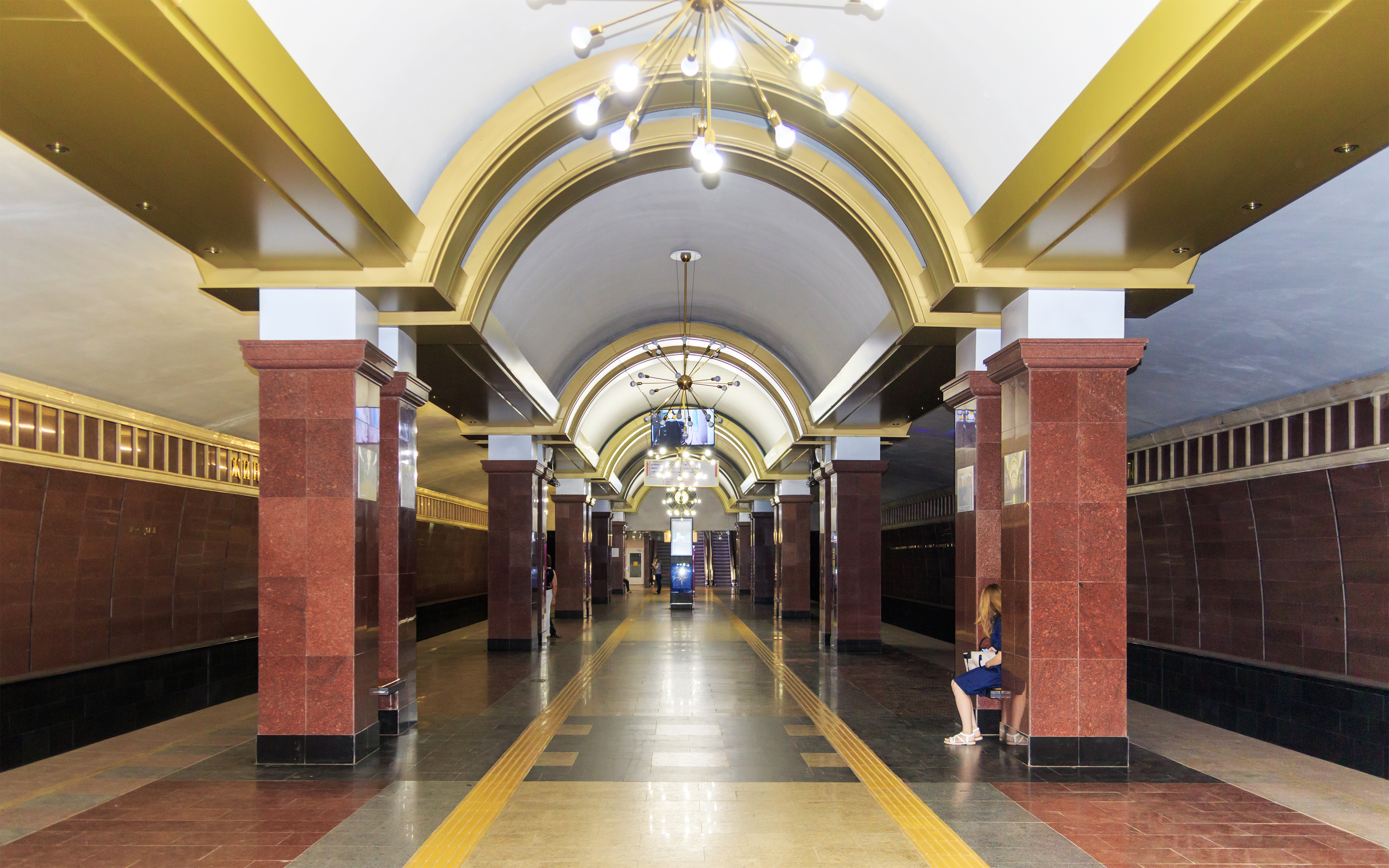
Estación de metro Prospekt Pobedy.

En 1979, la población de la ciudad rebasó la cifra de un millón de habitantes, requisito imprescindible que debía cumplir una ciudad soviética para poder tener un sistema de metro. 1983 fue el año en el que el Soviet Supremo autorizó la planificación de un sistema de metro para la ciudad. La primera línea seguiría un eje norte-sur desde la estación de ferrocarril situada en el norte de la ciudad hasta el sur del río Kazanka, junto al Kremlin de Kazán y a través del centro histórico hasta el distrito de Gorki.
En 1984 tuvieron lugar los primeros sondeos geológicos, y el informe de viabilidad del proyecto fue aprobado por el ministro de ferrocarriles en 1987. En 1988 se llevaron a cabo complejos sondeos geológicos a gran escala y empezó a diseñarse el plano de la primera línea. Como anécdota cabría señalar que el ayuntamiento de la ciudad, junto con el periódico local "The Evening Kazan" (Вечерняя Казань), preparó un concurso entre los ciudadanos con el fin de elegir los mejores nombres para las estaciones que iban a ser construidas. En 1989 el proyecto estaba redactado y listo para ser autorizado, pero el consejo de ministros de la URSS publicó un decreto mediante el cual se abortaban todas las inversiones del estado destinadas a diseñar o construir redes de metro en ciudades de la unión soviética. Presumiblemente esto fue debido a las dificultades financieras que atravesaba la URSS en los últimos años de su existencia.

### Construcción
En los años 1990, Kazán se convirtió en una de las capitales autónomas más importantes, lo cual reforzó su posición dentro del país lo suficiente como para que el gobierno ruso autorizara su construcción. Kazán estuvo cerca de quedarse una vez más sin poder construir su metro, ya que el gobierno ruso decidió en primera instancia que Kazán no sería una de las ciudades en las que se construiría una red de metro. Tanto el vicepresidente del gobierno de Tartaristán, Nicolay Denísov, como el teniente de alcalde de Kazán Oleg Antosenko pasaron una semana en Moscú negociando con el gobierno ruso para poder finalmente conseguir su aprobación. El 27 de agosto de 1997 se colocaba la primera piedra del metro de Kazán.

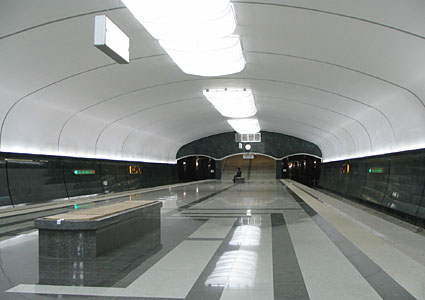
Interior de la estación de Gorki.

La primera fase, que constaba de seis estaciones, se caracterizaba por profundos túneles excavados mediante tuneladora, así como por estaciones bajo la superficie o elevadas. Muy poco quedó del proyecto original del soviet en la arquitectura de las estaciones, decoradas con motivos tártaros e islámicos, aunque no faltaron modernos diseños futuristas.
Al principio, el ritmo de las obras era lento y los problemas financieros estuvieron a punto de impedir que se cumplieran los plazos previstos. En un intento desesperado, a finales del año 2003 el ministro ruso de transportes ordenó a las brigadas de metro de Samara y Moscú que se pusieran manos a la obra con el fin de acelerar el proceso. La brigada de construcción del metro de Almatý (Kazajistán) también hizo una contribución importante a las obras. Además, la primera fase del proyecto fue acortada en una estación, dejando la complicada ruta bajo el río Kazanka para más adelante. 
A pesar de este difícil comienzo, el metro de Kazán fue inaugurado triunfalmente el 27 de agosto de 2005 por el presidente ruso Vladímir Putin, el presidente de Tartaristán Mintimer Shaymiyev, y el presidente de Kazajistán Nursultán Nazarbáyev, así como por el alcalde de Kazán y los representantes de todos los metros construidos en Rusia hasta el momento.
La extensión hasta Prospekt Pobedy se abrió el 29 de diciembre de 2008. Fue la primera extensión al sur de la estación de Gorki, formando parte de la segunda fase del proyecto. Se espera que la extensión que llevará el metro más allá del río Kazanka abra en 2011.

Mapa de la única línea del metro de Kazán.

## Funcionamiento
Actualmente, el metro de Kazán consta de una sola línea, con un trazado de siete kilómetros de longitud que da servicio a seis estaciones. Al ser el metro de construcción más reciente en Rusia, es también el más moderno, incorporando sistemas inteligentes de validación de billetes, así como un sistema de conducción semiautomática para los trenes. Es operado por la compañía municipal KazElektroTrans (КазЭлектроТранс).

## Servicio
El metro da servicio de 6:00 de la mañana a 11:00 de la noche. Existen abonos especiales con una duración temporal, y tanto pensionistas como estudiantes pueden beneficiarse de descuentos en las tarifas. La seguridad es un aspecto muy importante para los administradores del metro de Kazán, por lo que todas las estaciones cuentan con circuito cerrado de televisión y están dotadas de un grupo de agentes de la autoridad. A diferencia de la mayoría de sistemas de metro que existen en Rusia, Kazán cuenta con normas de seguridad muy restrictivas como la prohibición de tomar fotografías.
Aunque en teoría el ruso es el único idioma oficial, el servicio a los clientes es totalmente bilingüe. Todos los carteles, advertencias e impresos son presentados tanto en ruso como en tártaro.

## Futuro
Desde su apertura en 2005, el metro de Kazán ha logrado rebajar el tiempo de viaje en más de una hora. No obstante, el sistema ha padecido bastantes problemas como inundaciones en ciertos túneles y algunos impedimentos de índole económica. Además, una alianza con el metro de Samara para construir diversos tramos ha dejado a KazMetroStroy, la empresa que dirige la construcción, en números rojos. Como pago por la deuda contraída, una de las máquinas tuneladoras ha tenido que ser enviada a Samara junto con toda la brigada que se encargaba de su operación con el fin de completar un tramo de su red de metro.
Por otra parte, dos extensiones de la actual línea están en construcción. La extensión sureste ("Prospekt Probedy") fue terminada en agosto de 2008. A su vez, la primera estación al norte del río Kazanka ("Kóziya Slobodá") podría estar completada a mediados de 2010. Poco más tarde está previsto que la línea alcance la estación de ferrocarriles, lo que permitiría al metro convertirse en la arteria principal del sistema de transportes de la ciudad. A largo plazo, y basándose en la actual tasa de crecimiento de la ciudad, existen planes para que el sistema cuente con hasta cinco líneas de metro, incluyendo una de tipo orbital, basada en la ya existente línea de ferrocarril llamada "electrichka".